# Миловская (река)
Миловская — река в России, протекает по Орловской области. Правый приток реки Неручь.

## География
Река Миловская берёт начало у деревни Вышне-Столбецкое. Течёт на запад. Вдоль русла расположена деревня Миловка. Устье реки находится у села Богородицкое в 75 км от устья Неручи. Длина реки составляет 14 км.

## Данные водного реестра
По данным государственного водного реестра России относится к Окскому бассейновому округу, водохозяйственный участок реки — Ока от города Орёл до города Белёв, речной подбассейн реки — бассейны притоков Оки до впадения Мокши. Речной бассейн реки — Ока.
Код объекта в государственном водном реестре — 09010100212110000018216.